# Kariyannanahalli, Chitradurga
Kariyannanahalli là một làng thuộc tehsil Chitradurga, huyện Chitradurga, bang Karnataka, Ấn Độ.